# الدوري السويدي الدرجة الأولى 2010
الدوري السويدي الدرجة الأولى 2010 (بالسويدية: Division 1 i fotboll för herrar 2010)‏ هو موسم من الدوري السويدي الدرجة الأولى. فاز فيه نادي فيستيروس ‏.